# Puchar Świata w Zapasach 1998
Puchar rozegrano w dniu 4 kwietnia 1998 roku w Stillwater (Stany Zjednoczone).

## Styl wolny

### Ostateczna kolejność drużynowa
| Poz. | Państwo           |
| ---- | ----------------- |
|      | Rosja             |
|      | Stany Zjednoczone |
|      | Iran              |
| 4.   | Kuba              |
| 5.   | Niemcy            |
| 6.   | Japonia           |

### Klasyfikacja indywidualna
| Waga   |                   |                             |                     | 4                | 5               | 6               | 7                                |
| ------ | ----------------- | --------------------------- | ------------------- | ---------------- | --------------- | --------------- | -------------------------------- |
| 54 kg  | Behnam Tajjebi    | Sammie Henson               | Leonid Czuczunow    | Wilfredo García  | Vasilij Zeiher  | Takeshi Morita  | Gholam Reza Mohammadi            |
| 58 kg  | Alireza Dabir     | Shamil Umakhanov            | Anthony Purler      | Yoendri Albear   | Sanshirō Abe    | Othmar Kuhner   | Yuji Ishijima                    |
| 63 kg  | Cary Kolat        | Jürgen Scheibe              | Abbas Hadżdż Kenari | Andrey Yakovlev  | Carlos Ortíz    | Isami Tsuboi    | ----                             |
| 69 kg  | Lincoln McIlravy  | Taimuras Orussov            | Yosvany Sánchez     | Masud Dżamszidi  | Fatih Özbaş     | Ryūzaburō Katsu | ----                             |
| 76 kg  | Alexander Leipold | Dan St. John                | Madżid Chodaji      | Adam Sajtijew    | Daniel González | Tatsuo Tomoyose | Alexej Kasiev                    |
| 85 kg  | Yoel Romero       | Aleksiej Krupniakow         | Les Gutches         | Ali Reza Hejdari | André Backhaus  | Tatsuo Kawai    | Hans Gstöttner Ferejdun Ghanbari |
| 97 kg  | Abbas Dżadidi     | Kuramagomied Kuramagomiedow | Wilfredo Morales    | J.McGrew         | Hans Gstöttner  | Hiroshi Kosuge  | ----                             |
| 130 kg | Andriej Szumilin  | Tom Erikson                 | Alexis Rodríguez    | Ali Reza Rezaji  | Sven Thiele     | Hiroyuki Obata  | Dirk Winterfeldt                 |